# St Giles on the Heath
 (mai 2023).
Pour les articles homonymes, voir St Giles et Gilles.
St Giles on the Heath est un village et une paroisse civile du Devon, situé dans le sud-ouest de l'Angleterre. 